# Bulwar Dmitrija Donskogo
Bulwar Dmitrija Donskogo (ros. Бульвар Дмитрия Донского – Bulwar Dymitra Dońskiego) – stacja moskiewskiego metra linii Sierpuchowsko-Timiriaziewskajej (kod 164) położona w południowo-zachodnim okręgu administracyjnym Moskwy w rejonie Siewiernoje Butowo. Pełni funkcję stacji końcowej linii. Na stacji istnieje możliwość przejścia na stację Ulica Starokaczałowskaja linii  Butowskiej. Wyjścia prowadzą na Bulwar Dmitrija Donskogo (od którego zaczerpnięto nazwę) oraz na ulice Starokaczałowskaja i Znamenskie Sadki.

## Konstrukcja i wystrój
Jednopoziomowa, trzynawowa, płytka stacja kolumnowa z jednym peronem. Posiada dwa rzędy kolumn pokrytych marmurem, które podtrzymują zarazem galerie ułatwiające przejście przez stację (rozwiązanie to zastosowano po raz pierwszy na stacji Komsomolskaja w 1935 roku). Ściany nad torami pokryto marmurem ze wstawkami z ciemnego granitu. Podłogi wyłożono szarym i czerwonym granitem w stary, rosyjski wzór. Elementy metalowe na stacji wykonano z nierdzewnej stali i aluminium. Posiada dwa westybule położone nad końcami stacji, połączone podziemnymi przejściami.

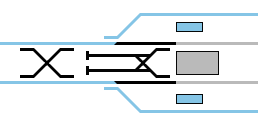
Tory stacji Ulica Starokaczałowskaja (niebieski) i Bulwar Dmitrija Donskogo (szary)